# 九段下站
九段下站（日语：／ Kudanshita eki */?）是位於日本東京都千代田區，屬於東京地下鐵和東京都交通局（都營地下鐵）的鐵道站。

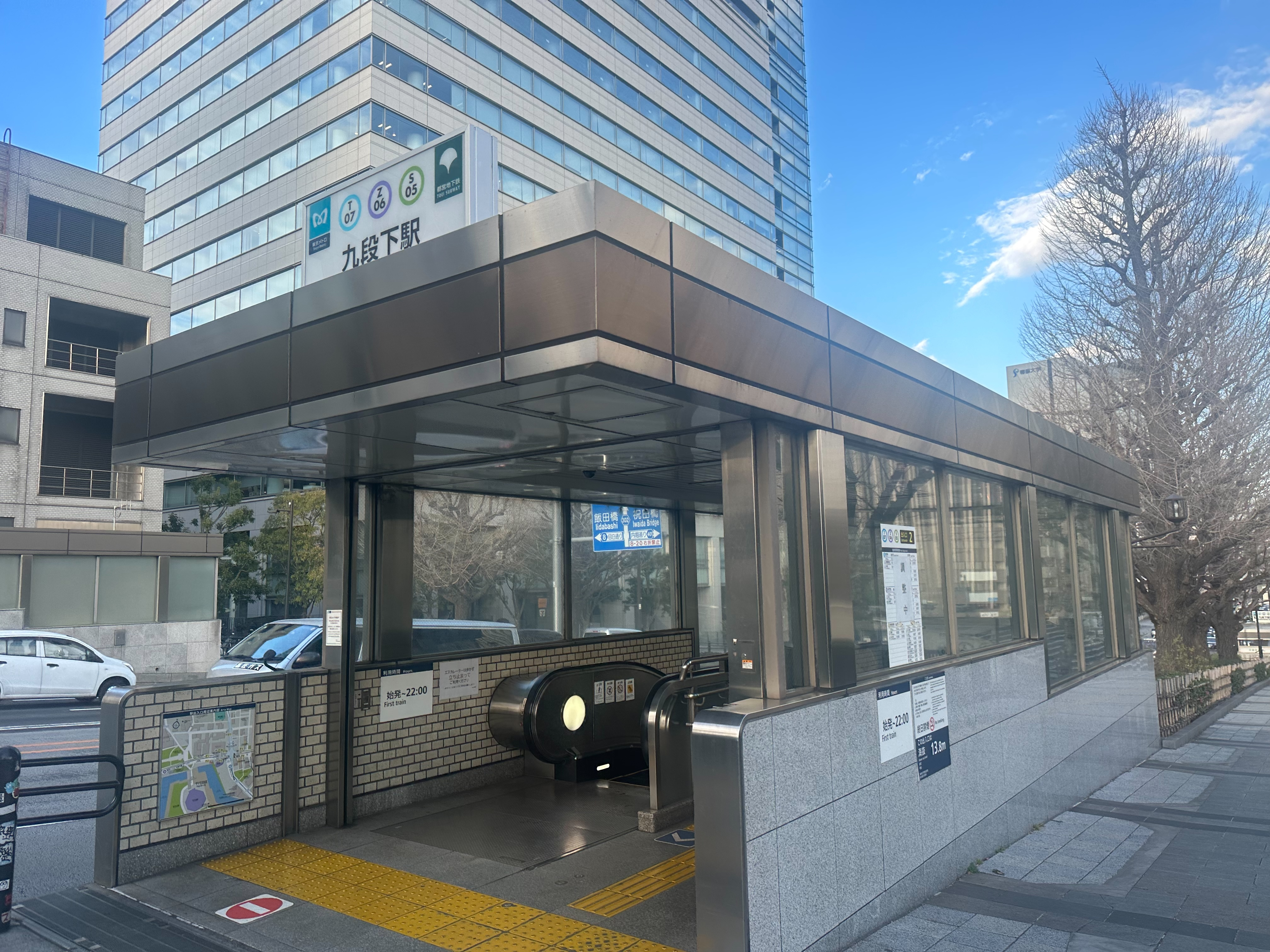
2號出入口(2024年2月)

## 概要
東京地下鐵的東西線、半藏門線與都營地下鐵新宿線皆在本站停靠。東西線車站編號為T 07，半藏門線車站編號為Z 06，新宿線車站編號為S 05。
其所在地東京地下鐵為九段南一丁目，東京都交通局則為九段北一丁目。東京都交通局車站副站名為「二松學舍大學前」。

## 歷史
- 1964年（昭和39年）12月23日：帝都高速度交通營團（營團地下鐵）東西線高田馬場－本站開通。本站為終點站[5]。
- 1966年（昭和41年）3月16日：本站－竹橋延伸區間開通，成為中途站[5]。
- 1980年（昭和55年）3月16日：都營地下鐵新宿線新宿－岩本町間開通，新宿線車站開業。成為轉乘站[6][7]。
- 1989年（平成元年）1月26日：營團地下鐵半藏門線九段下站開業。形成現在的結構[8]。
- 2004年（平成16年）4月1日：營團地下鐵民營化。東西線、半藏門線由東京地下鐵繼承。
- 2013年（平成25年）3月16日：4號月台與5號月台之間的隔牆拆除，半藏門線與都營新宿線付費區連通。
- 2015年（平成27年）5月21日：東西線月台導入發車音樂。樂曲為爆風Slump（日语：爆風スランプ）的《大きな玉ねぎの下で 〜はるかなる想い》[9]。
- 2020年（平成27年）3月14日：重新划定付费区，东西线换乘半藏门线，新宿线不再需要离开付费区。

## 車站構造
九段下站為地下車站。東西線是2面2線側式月台，半藏門線、新宿線各為2面2線，合計3面4線的一島兩側月台。東京地下鐵與都營地下鐵為連續的月台編號。半藏門線與新宿線共用驗票閘口。2020年更將東西線車站也納入東京地下鐵－都營地鐵站內轉乘的範圍內。
2013年3月15日以前，東京地下鐵半藏門線4號線與都營新宿線5號線兩月台之間有隔牆分隔，轉乘需先往回到剪票口層再前往目標月台，2013年3月16日起可同月台平行轉乘。
半藏門線只有本站採用側式月台。但自2013年3月16日起押上方向月台與新宿線新宿方向月台形成島式月台構造，嚴格上不能再說是側式月台。東西線月台有中柱。半藏門線月台僅半藏門側沒有中柱。

### 月台配置
| 月台                    | 路線     | 目的地                                             |
| ----------------------- | -------- | -------------------------------------------------- |
| 東西線月台（地下2樓）   |          |                                                    |
| 1                       | 東西線   | 西船橋、津田沼、東葉勝田台方向                     |
| 2                       | 東西線   | 飯田橋、中野、三鷹方向                             |
| 半藏門線月台（地下4樓） |          |                                                    |
| 3                       | 半藏門線 | 永田町、澀谷、中央林間方向                         |
| 4                       | 半藏門線 | 大手町、押上〈晴空塔前〉、北千住、久喜、南栗橋方向 |
| 5                       | 新宿線   | 市谷、新宿、京王線方向                             |
| 6                       | 新宿線   | 神保町、大島、本八幡方向                           |

（來源：東京地下鐵:構內圖 （页面存档备份，存于））、（來源：都營地下鐵:車站構內圖 （页面存档备份，存于））
- 東西線飯田橋方向有拖上線。
  - 使用該線的有平日早晨1往返車次、西船橋方向至本站終停車次。因誤點須在本站折返運轉時也可利用該拖上線。
  - 東西線通至東陽町站前有座車輛檢查區（初代飯田橋檢車區（日语：飯田橋検車区））。該留置線在2005年1月22日東西線開業40周年與妙典站開業5周年紀念的「MEMORIAL TRAIN」（メモリアルトレイン，5000系（日语：営団5000系電車）第66編組）2號→3號載客折返時使用。

在2015年度事業計畫中，目標在2020年度（平成31年度）改良九段下站的折返線，消除平面交會部分。。

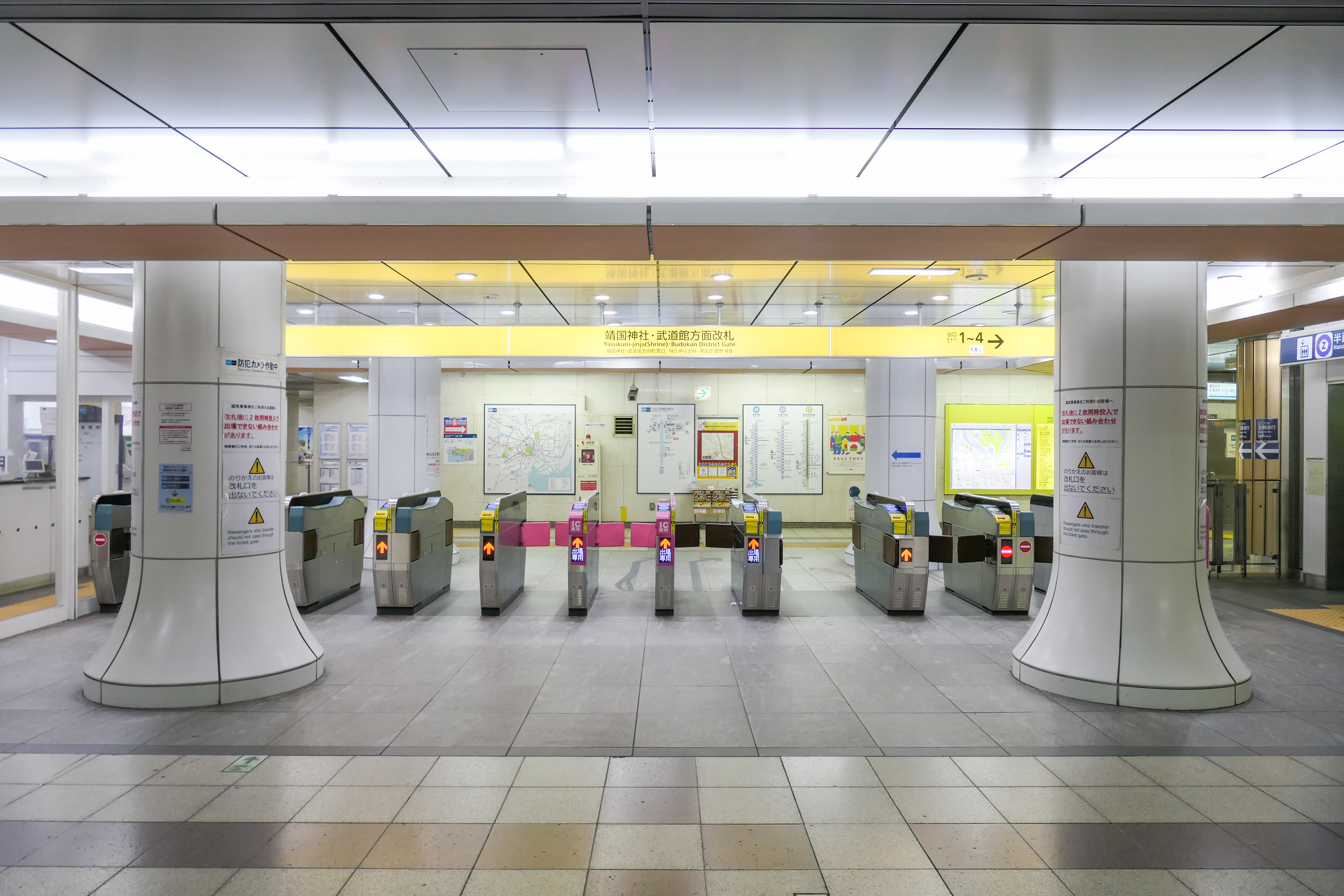
往靖國神社和武道館方向的驗票閘口（2022年12月）
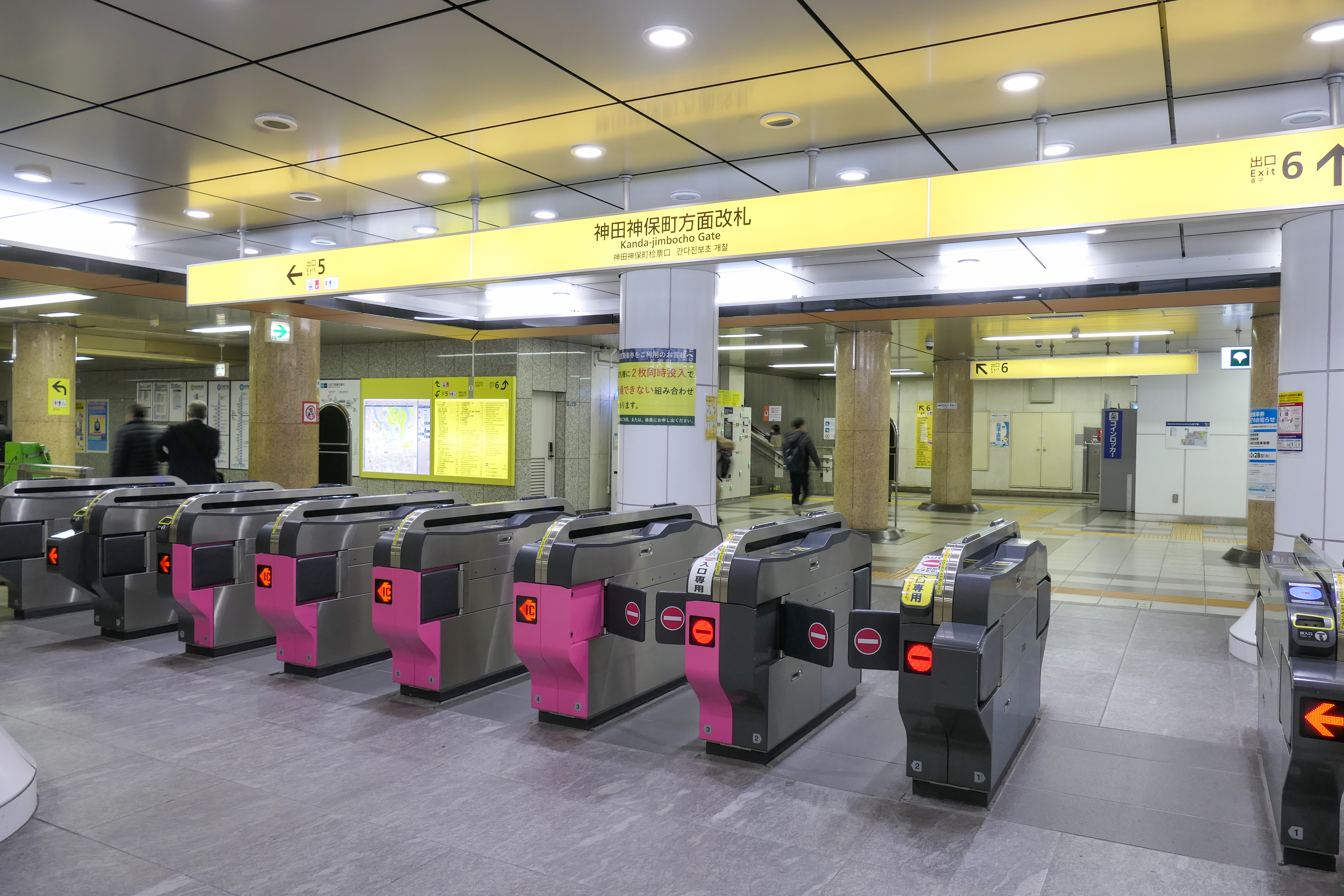
往神田神保町方向的驗票閘口（2022年12月）
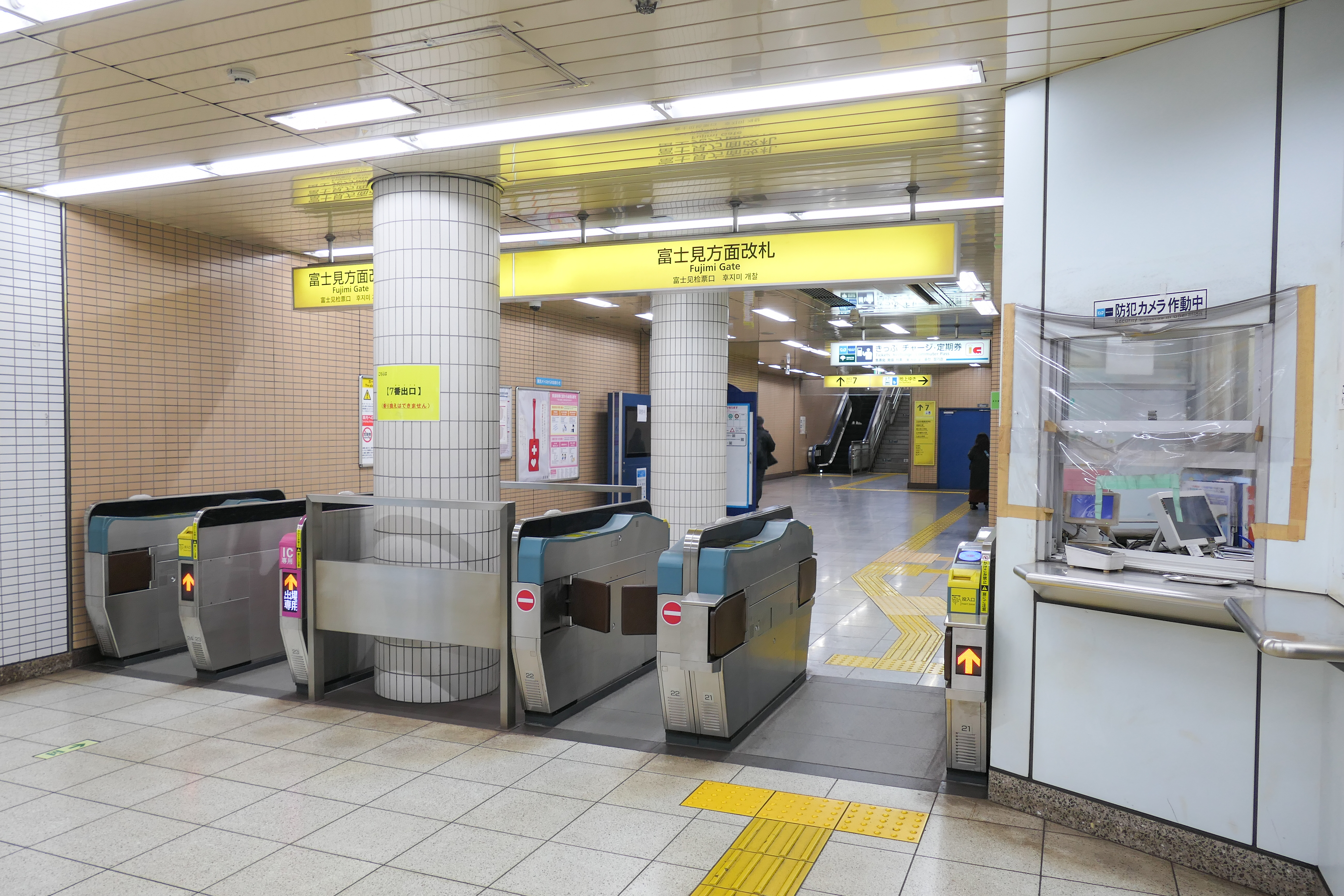
往富士見方向的驗票閘口（2022年12月）
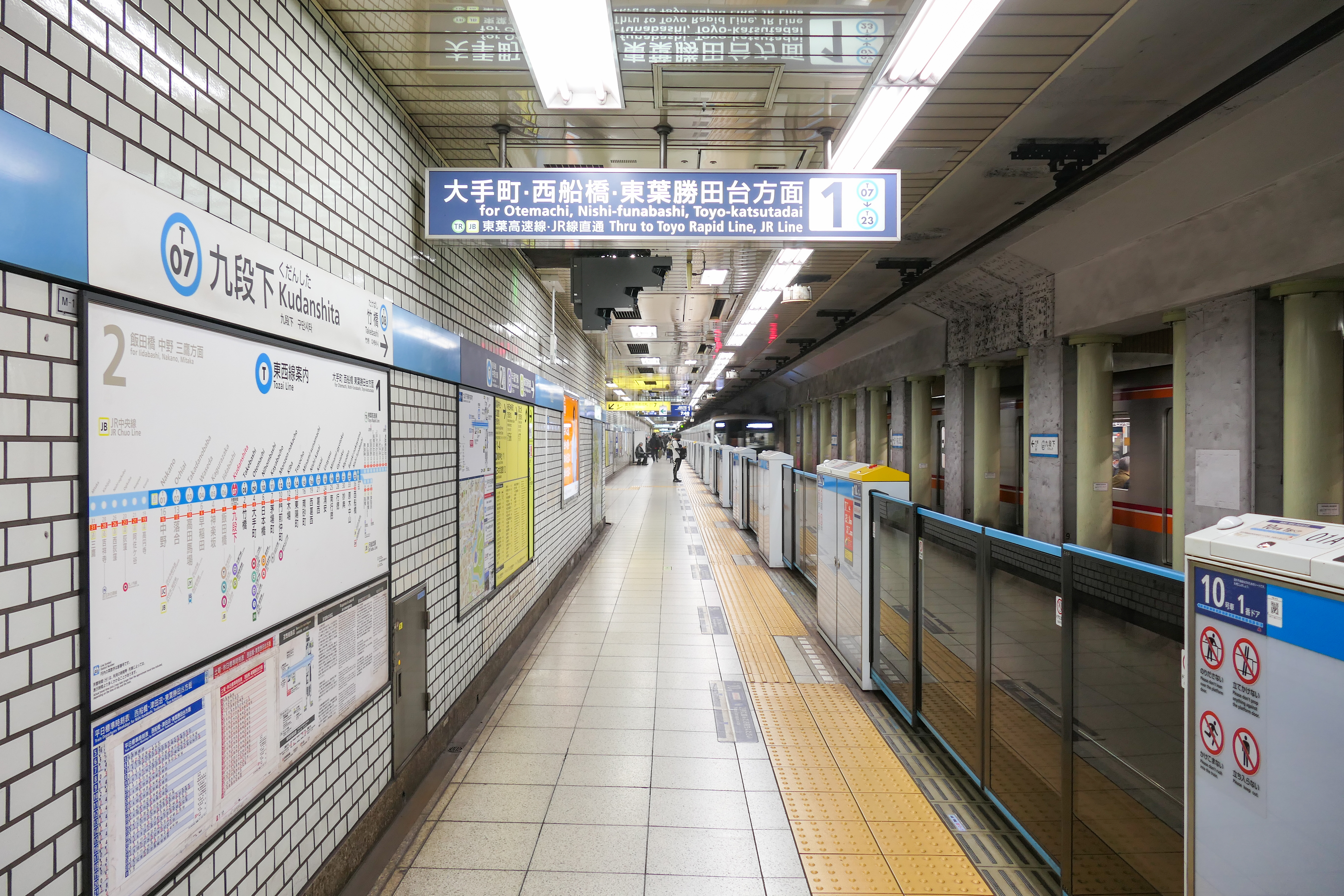
東西線1號月台（2022年12月）
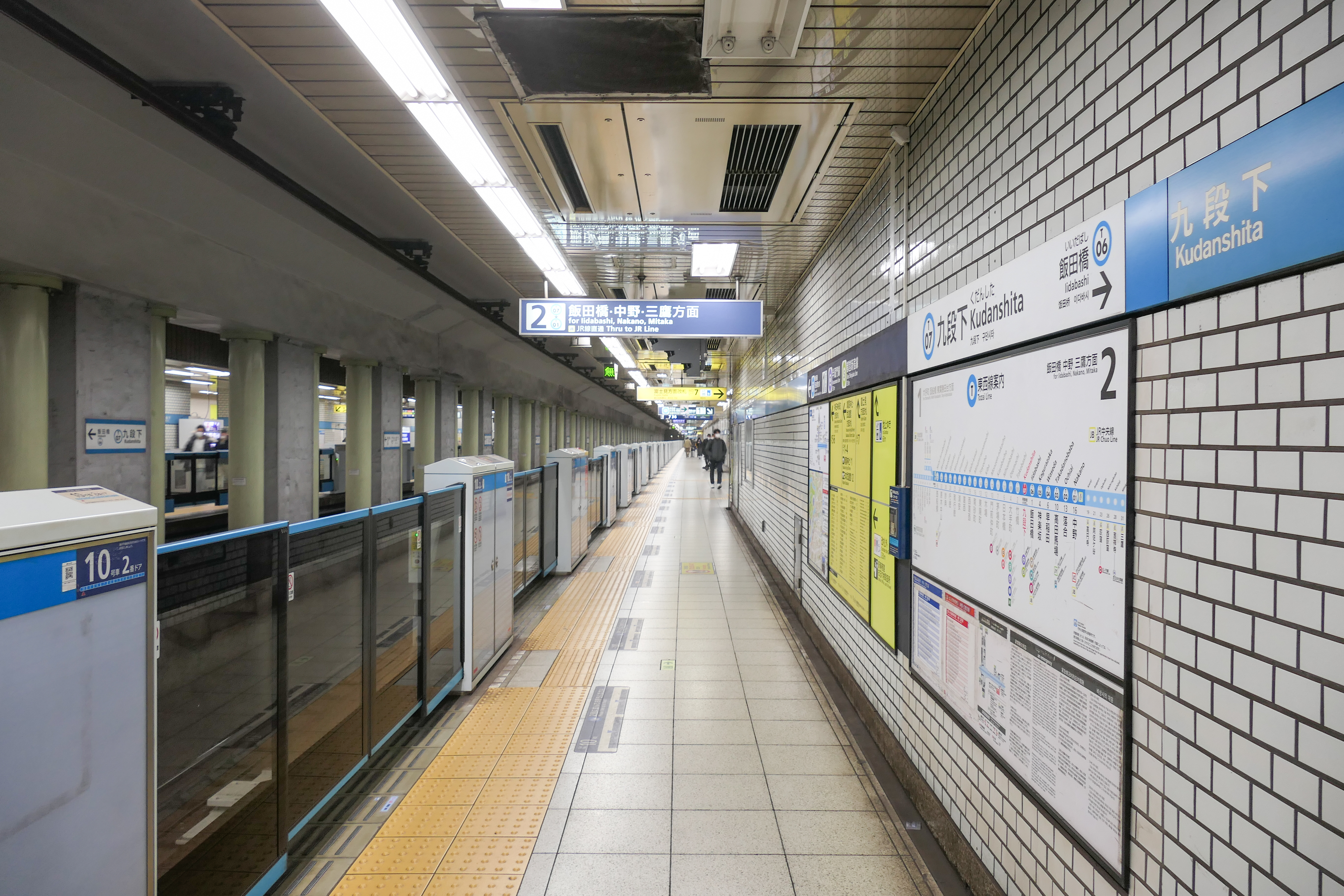
東西線2號月台（2022年12月）
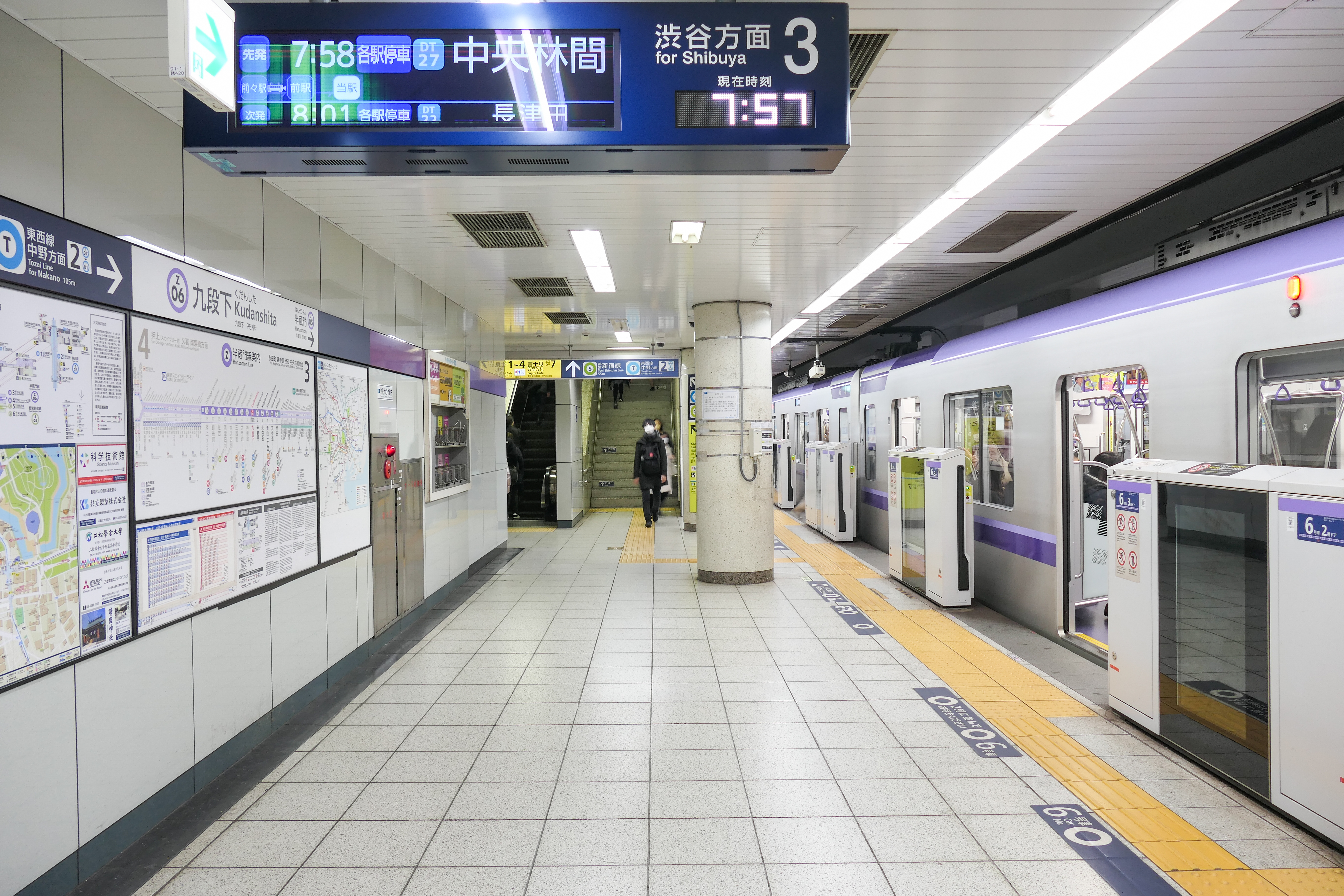
半藏門線3號月台（2022年12月）
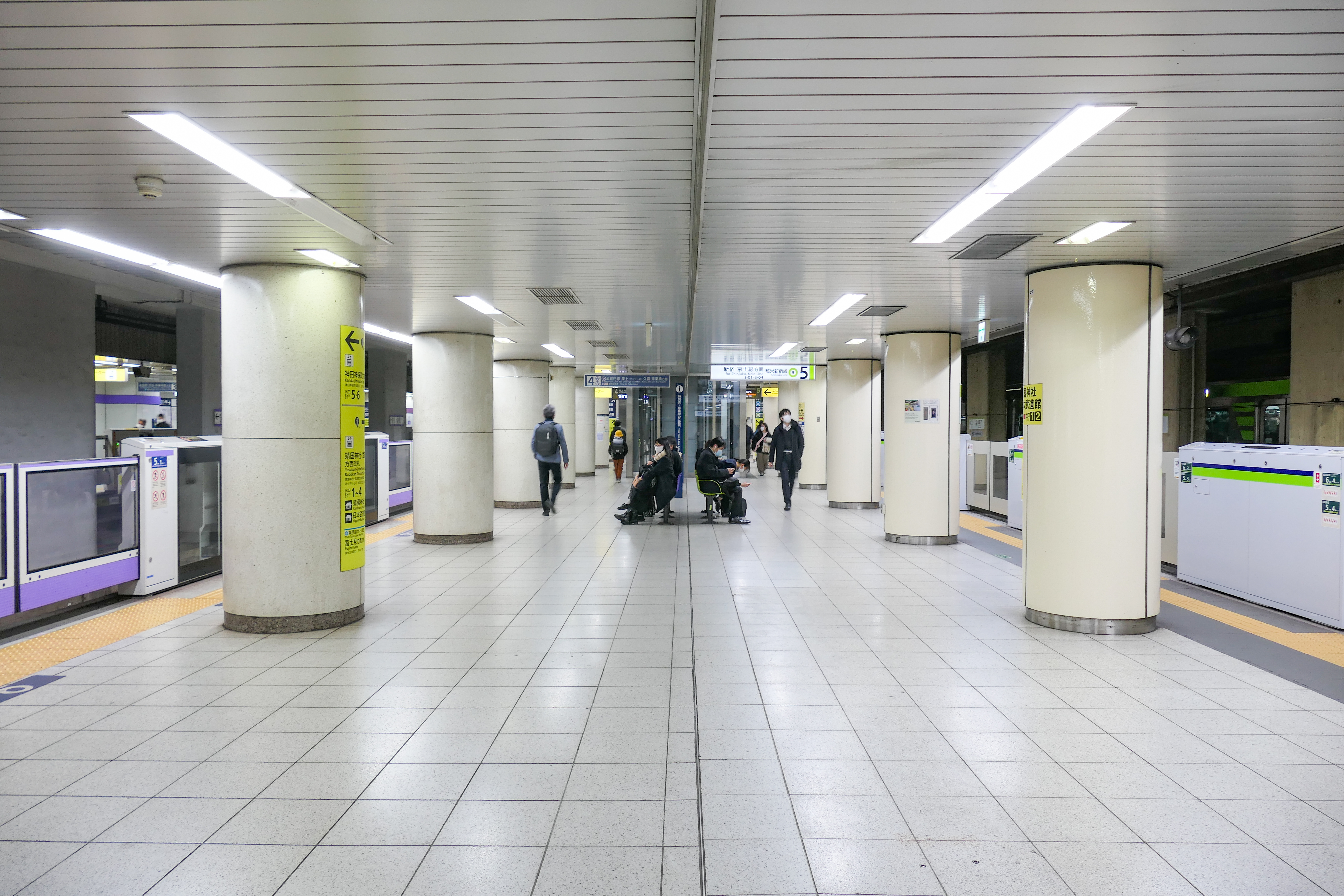
4號與5號月台（2022年12月）
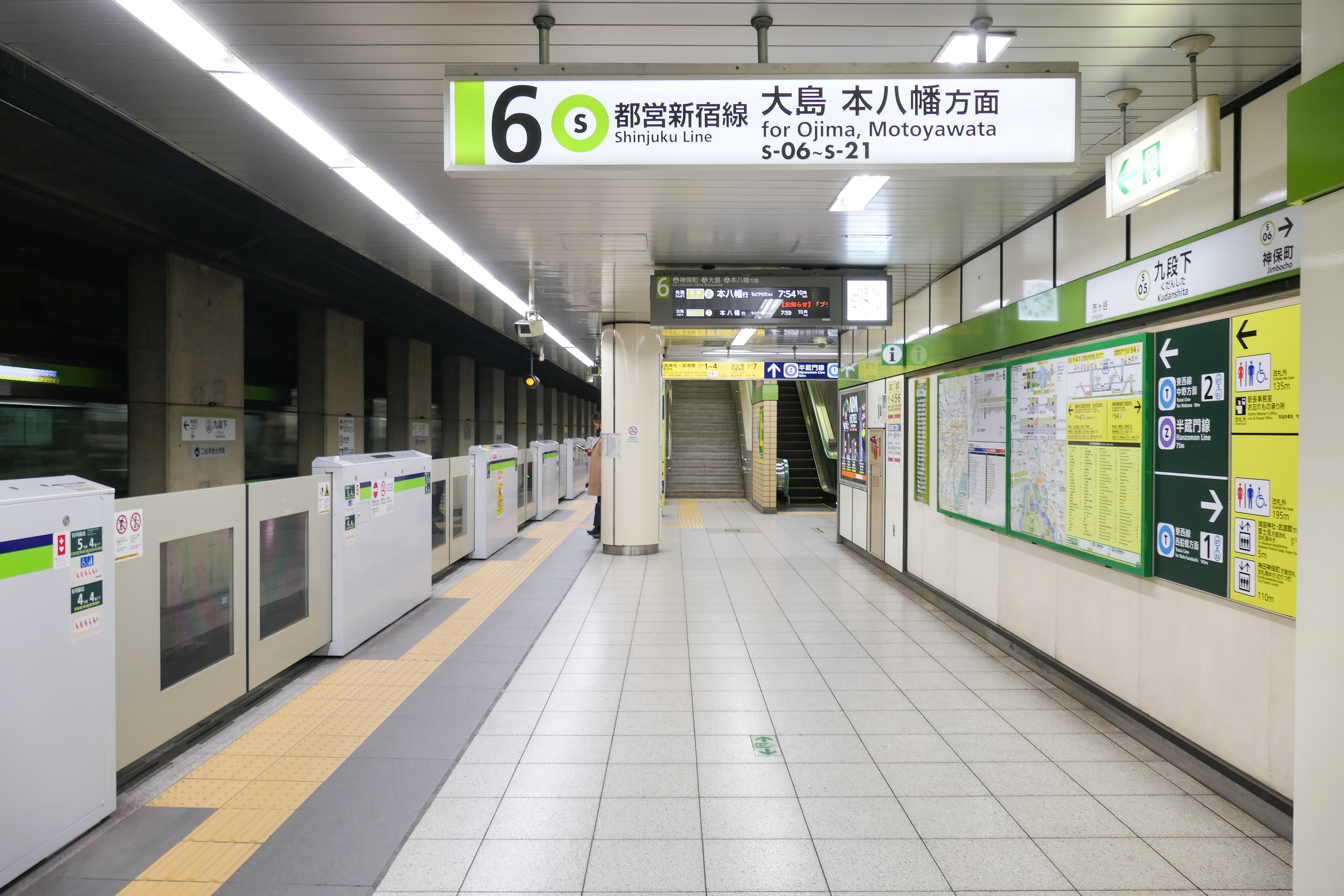
新宿線6號月台（2022年12月）

## 運營狀況
- 東京地下鐵 - 2017年度1日平均上下車人次為176,675人[使用人數 1]。
東京地下鐵全部130個車站當中次於有樂町站名列第15位。
  - 東西線、半藏門線間的轉乘人次，2017年度各路線1日平均上下車人次如下[* 1]。
    - 東西線 - 185,522人 - 同線內次於大手町站、西船橋站、日本橋站、茅場町站、高田馬場站排行第6位。
    - 半藏門線 - 159,159人 - 同線內次於澀谷站、表參道站、大手町站、永田町站、押上站排行第6位。
- 都營地下鐵 - 2017年度1日平均上下車人次為111,410人（上車人次56,182人、下車人次55,228人）[使用人數 2]。
都營新宿線全部21個車站當中次於馬喰橫山站位居第4位。急行通過站當中最多

### 各年度1日平均上下車人次
各年度1日平均上下車人次如下表。
| 年度               | 營團 / 東京地下鐵  | 營團 / 東京地下鐵 | 都營地下鐵         | 都營地下鐵 |
| 年度               | 1日平均 上下車人次 | 增長率            | 1日平均 上下車人次 | 增長率     |
| ------------------ | ------------------ | ----------------- | ------------------ | ---------- |
| 1999年（平成11年） | 134,454            |                   |                    |            |
| 2000年（平成12年） | 133,384            | −0.8%             |                    |            |
| 2001年（平成13年） | 129,286            | −3.1%             |                    |            |
| 2002年（平成14年） | 123,269            | −4.7%             |                    |            |
| 2003年（平成15年） | 121,800            | −1.2%             | 73,163             | −5.3%      |
| 2004年（平成16年） | 124,029            | 1.8%              | 72,277             | −1.2%      |
| 2005年（平成17年） | 126,343            | 1.9%              | 73,514             | 1.7%       |
| 2006年（平成18年） | 135,634            | 7.4%              | 76,345             | 3.9%       |
| 2007年（平成19年） | 147,195            | 8.5%              | 83,105             | 8.9%       |
| 2008年（平成20年） | 149,817            | 1.8%              | 85,212             | 2.5%       |
| 2009年（平成21年） | 148,086            | −1.2%             | 83,863             | −1.6%      |
| 2010年（平成22年） | 143,931            | −2.8%             | 82,687             | −1.4%      |
| 2011年（平成23年） | 140,405            | −2.4%             | 81,549             | −1.4%      |
| 2012年（平成24年） | 146,202            | 4.1%              | 83,909             | 2.9%       |
| 2013年（平成25年） | 153,622            | 5.1%              | 92,658             | 10.4%      |
| 2014年（平成26年） | 159,730            | 4.2%              | 97,908             | 5.7%       |
| 2015年（平成27年） | 166,390            | 4.2%              | 102,649            | 4.8%       |
| 2016年（平成28年） | 170,878            | 2.7%              | 106,043            | 3.3%       |
| 2017年（平成29年） | 176,675            | 3.4%              | 111,410            | 5.1%       |

### 各年度1日平均上車人次（1964年－2000年）
各年度1日平均上車人次如下表。
| 年度               | 營團   | 營團     | 都營地下鐵 | 來源              |
| 年度               | 東西線 | 半藏門線 | 都營地下鐵 | 來源              |
| ------------------ | ------ | -------- | ---------- | ----------------- |
| 1964年（昭和39年） | 3,816  | 未開業   | 未開業     | [ 東京都統計 1 ]  |
| 1965年（昭和40年） | 5,910  | 未開業   | 未開業     | [ 東京都統計 2 ]  |
| 1966年（昭和41年） | 9,095  | 未開業   | 未開業     | [ 東京都統計 3 ]  |
| 1967年（昭和42年） | 13,526 | 未開業   | 未開業     | [ 東京都統計 4 ]  |
| 1968年（昭和43年） | 18,763 | 未開業   | 未開業     | [ 東京都統計 5 ]  |
| 1969年（昭和44年） | 23,236 | 未開業   | 未開業     | [ 東京都統計 6 ]  |
| 1970年（昭和45年） | 27,600 | 未開業   | 未開業     | [ 東京都統計 7 ]  |
| 1971年（昭和46年） | 29,470 | 未開業   | 未開業     | [ 東京都統計 8 ]  |
| 1972年（昭和47年） | 30,490 | 未開業   | 未開業     | [ 東京都統計 9 ]  |
| 1973年（昭和48年） | 30,364 | 未開業   | 未開業     | [ 東京都統計 10 ] |
| 1974年（昭和49年） | 30,430 | 未開業   | 未開業     | [ 東京都統計 11 ] |
| 1975年（昭和50年） | 29,336 | 未開業   | 未開業     | [ 東京都統計 12 ] |
| 1976年（昭和51年） | 29,271 | 未開業   | 未開業     | [ 東京都統計 13 ] |
| 1977年（昭和52年） | 31,641 | 未開業   | 未開業     | [ 東京都統計 14 ] |
| 1978年（昭和53年） | 31,227 | 未開業   | 未開業     | [ 東京都統計 15 ] |
| 1979年（昭和54年） | 31,533 | 未開業   | 9,625      | [ 東京都統計 16 ] |
| 1980年（昭和55年） | 38,340 | 未開業   | 17,775     | [ 東京都統計 17 ] |
| 1981年（昭和56年） | 41,589 | 未開業   | 21,717     | [ 東京都統計 18 ] |
| 1982年（昭和57年） | 42,704 | 未開業   | 23,425     | [ 東京都統計 19 ] |
| 1983年（昭和58年） | 44,440 | 未開業   | 26,639     | [ 東京都統計 20 ] |
| 1984年（昭和59年） | 46,967 | 未開業   | 27,907     | [ 東京都統計 21 ] |
| 1985年（昭和60年） | 48,641 | 未開業   | 28,795     | [ 東京都統計 22 ] |
| 1986年（昭和61年） | 51,241 | 未開業   | 31,318     | [ 東京都統計 23 ] |
| 1987年（昭和62年） | 53,369 | 未開業   | 33,538     | [ 東京都統計 24 ] |
| 1988年（昭和63年） | 54,345 | 10,338   | 34,701     | [ 東京都統計 25 ] |
| 1989年（平成元年） | 52,395 | 15,186   | 38,381     | [ 東京都統計 26 ] |
| 1990年（平成04年） | 52,405 | 17,425   | 40,403     | [ 東京都統計 27 ] |
| 1991年（平成04年） | 52,142 | 19,287   | 42,702     | [ 東京都統計 28 ] |
| 1992年（平成04年） | 51,701 | 21,082   | 19,734     | [ 東京都統計 29 ] |
| 1993年（平成05年） | 49,496 | 21,945   | 43,452     | [ 東京都統計 30 ] |
| 1994年（平成06年） | 47,619 | 22,460   | 43,455     | [ 東京都統計 31 ] |
| 1995年（平成07年） | 45,839 | 22,760   | 41,710     | [ 東京都統計 32 ] |
| 1996年（平成08年） | 46,597 | 23,055   | 41,964     | [ 東京都統計 33 ] |
| 1997年（平成09年） | 45,734 | 23,044   | 42,115     | [ 東京都統計 34 ] |
| 1998年（平成10年） | 45,471 | 23,003   | 43,863     | [ 東京都統計 35 ] |
| 1999年（平成11年） | 43,202 | 22,467   | 42,478     | [ 東京都統計 36 ] |
| 2000年（平成12年） | 42,447 | 22,671   | 41,781     | [ 東京都統計 37 ] |

### 各年度1日平均上車人次（2001年以後）
| 年度               | 營團 / 東京地下鐵 | 營團 / 東京地下鐵 | 都營地下鐵 | 來源              |
| 年度               | 東西線            | 半藏門線          | 都營地下鐵 | 來源              |
| ------------------ | ----------------- | ----------------- | ---------- | ----------------- |
| 2001年（平成13年） | 42,181            | 21,600            | 39,433     | [ 東京都統計 38 ] |
| 2002年（平成14年） | 40,948            | 21,548            | 39,041     | [ 東京都統計 39 ] |
| 2003年（平成15年） | 40,514            | 21,986            | 36,861     | [ 東京都統計 40 ] |
| 2004年（平成16年） | 40,581            | 21,893            | 36,545     | [ 東京都統計 41 ] |
| 2005年（平成17年） | 41,537            | 22,466            | 37,216     | [ 東京都統計 42 ] |
| 2006年（平成18年） | 43,786            | 24,208            | 38,551     | [ 東京都統計 43 ] |
| 2007年（平成19年） | 46,563            | 27,063            | 41,852     | [ 東京都統計 44 ] |
| 2008年（平成20年） | 47,677            | 27,345            | 43,019     | [ 東京都統計 45 ] |
| 2009年（平成21年） | 47,194            | 26,550            | 42,318     | [ 東京都統計 46 ] |
| 2010年（平成22年） | 45,701            | 26,079            | 41,690     | [ 東京都統計 47 ] |
| 2011年（平成23年） | 44,468            | 25,655            | 41,099     | [ 東京都統計 48 ] |
| 2012年（平成24年） | 46,030            | 26,633            | 42,380     | [ 東京都統計 49 ] |
| 2013年（平成25年） | 46,473            | 30,257            | 46,762     | [ 東京都統計 50 ] |
| 2014年（平成26年） | 47,194            | 32,630            | 49,470     | [ 東京都統計 51 ] |
| 2015年（平成27年） | 48,708            | 34,445            | 51,892     | [ 東京都統計 52 ] |
| 2016年（平成28年） | 49,318            | 35,984            | 53,585     | [ 東京都統計 53 ] |
| 2017年（平成29年） |                   |                   | 56,182     |                   |

備註
1. ↑  1964年12月23日開業。開業日至1965年3月31日共計99日的統計資料。
2. ↑  1980年3月16日開業。開業日至1980年3月31日為止共計16日的統計資料。
3. ↑  1989年1月26日開業。開業日至1989年3月31日共計65日的統計資料。

## 車站周邊
- 1號出口
  - 靖國神社
  - 實踐倫理宏正會（日语：実践倫理宏正会）
  - 東京理科大學神樂坂校區富士見校舍
  - 日本工營（日语：日本工営）九段辦公室
  - 千代田區立九段中等教育學校（日语：千代田区立九段中等教育学校）
  - 日本私立學校振興·共濟事業團（日语：日本私立学校振興・共済事業団）
  - 曉星中學校、高等學校（日语：暁星中学校・高等学校）
  - 白百合學園中學校、高等學校（日语：白百合学園中学校・高等学校）
  - 和洋九段女子中學校、高等學校（日语：和洋九段女子中学校・高等学校）
  - 靖國通（東京都道302號新宿兩國線）
  - 九段坂

- 2號出口
  - 田安門
  - 北之丸公園
  - 日本武道館
  - 千鳥淵
  - 千鳥淵戰歿者墓苑
  - 彌生慰靈堂（日语：弥生慰霊堂）
  - 科學技術館
  - 二松學舍大學
    - 二松學舍大學附屬高等學校（日语：二松學舍大学附属高等学校）

  - 山種美術館
  - 印度大使館
  - 義大利文化會館（日语：イタリア文化会館）
  - 內堀通（東京都道401號麴町竹平線（日语：東京都道401号麹町竹平線））

- 3a號出口
  - 九段下交差點

- 3b號出口
  - 北之丸廣場（日语：北の丸スクエア）

- 4號出口
  - 牛淵
  - 清水濠
  - 九段下交番
  - 九段會館
  - 昭和館
  - 千代田區立高齡者綜合支援中心 かがやきプラザ
  - 九段坂醫院
  - 千代田會館（日语：千代田会館）
    - 千代田區觀光協會
    - 中部日本放送（CBC）東京支社
    - 日本道路交通情報中心九段中心

- 5號出口
  - 俎橋（日语：俎橋）
  - 堀留橋（日语：堀留橋）
  - 千代田保健所
  - 專修大學神田校舍

- 6號出口
  - 九段郵便局
  - 麴町稅務署
  - 東京法務局（日语：東京法務局）
  - 九段合同廳舍
  - 中央勞動基準監督署
  - 千代田區役所
    - 千代田區立千代田圖書館（日语：千代田区立図書館）

  - 里索那銀行
  - 青空銀行本店
  - 千代田區立九段生涯學習館

- 7號出口（東西線2號線月台中野側，僅東西線連通）
  - 築土神社（日语：築土神社）
  - 格蘭皇宮飯店（日语：ホテルグランドパレス）
  - 日本私立學校振興·共濟事業團（日语：日本私立学校振興・共済事業団）
  - 專修大學神田校舍
  - 目白通（東京都道8號千代田練馬田無線）

## 大眾運輸
- 九段下
  - 都營巴士
    - <飯64> 往小瀧橋車庫前（經飯田橋站前、江戶川橋、高田馬場站前）
    - <高71> 往高田馬場站前（經市谷站前、東京女子醫大前、東新宿站前）

  - 日立自動車交通（日语：日立自動車交通）
    - 千代田區地域福祉交通「風車（日语：風ぐるま (千代田区)）」 
      - 秋葉原路線 往千代田區役所
      - 內神田路線 往千代田區役所
- 千代田保健所（九段下站）
  - 日立自動車交通
    - 千代田區地域福祉交通「風車」 
      - 秋葉原路線 專大前交差點、岩本町微笑廣場（岩本町ほほえみプラザ）、秋葉原站中央口方向
      - 富士見·神保町路線 神保町交差點北、駿河台下、御茶之水站前、水道橋站前方向
      - 內神田路線 神保町交差點北、駿河台下、小川町交差點、萬世橋出張所、岩本町微笑廣場、運動中心方向
- 格蘭皇宮飯店
  - 東京空港交通
    - 往羽田機場
    - 往成田機場

## 相鄰車站
東京地下鐵
 東西線（東陽町以西所有列車各站停車）
飯田橋（T 06）－九段下（T 07）－竹橋（T 08）
半藏門線
半藏門（Z 05）－九段下（Z 06）－神保町（Z 07）
 都營地下鐵
 新宿線
■急行
通過
■各站停車
市谷（S 04）－九段下（S 05）－神保町（S 06）

## 腳註

### 資料來源
地下鐵1日平均使用人數
1. ↑  各駅の乗降人員ランキング （页面存档备份，存于） - 東京メトロ
2. ↑  各駅乗降人員一覧 （页面存档备份，存于） - 東京都交通局

地下鐵統計資料
1. ↑  .   [2017-03-31]. （原始内容存档于2017-07-31）.
2. ↑  行政基礎資料集 （页面存档备份，存于） - 千代田区

東京都統計年鑑
1. ↑  .   [2017-03-31]. （原始内容存档于2015-06-29）.
2. ↑  .   [2017-03-31]. （原始内容存档于2016-03-05）.
3. ↑  .   [2017-03-31]. （原始内容存档于2016-03-05）.
4. ↑  .   [2017-03-31]. （原始内容存档于2016-03-05）.
5. ↑  .   [2017-03-31]. （原始内容存档于2016-03-05）.
6. ↑  .   [2017-03-31]. （原始内容存档于2016-03-05）.
7. ↑  .   [2017-03-31]. （原始内容存档于2016-03-05）.
8. ↑  .   [2017-03-31]. （原始内容存档于2015-06-29）.
9. ↑  .   [2017-03-31]. （原始内容存档于2015-06-29）.
10. ↑  .   [2017-03-31]. （原始内容存档于2015-06-29）.
11. ↑  .   [2017-03-31]. （原始内容存档于2016-03-05）.
12. ↑  .   [2017-03-31]. （原始内容存档于2016-06-02）.
13. ↑  .   [2017-03-31]. （原始内容存档于2015-06-29）.
14. ↑  .   [2017-03-31]. （原始内容存档于2016-03-05）.
15. ↑  .   [2017-03-31]. （原始内容存档于2015-06-29）.
16. ↑  .   [2017-03-31]. （原始内容存档于2016-03-05）.
17. ↑  .   [2017-03-31]. （原始内容存档于2016-03-05）.
18. ↑  .   [2017-03-31]. （原始内容存档于2016-03-05）.
19. ↑  .   [2017-03-31]. （原始内容存档于2015-06-29）.
20. ↑  .   [2017-03-31]. （原始内容存档于2015-06-29）.
21. ↑  .   [2017-03-31]. （原始内容存档于2015-06-29）.
22. ↑  .   [2017-03-31]. （原始内容存档于2016-03-05）.
23. ↑  .   [2017-03-31]. （原始内容存档于2016-03-05）.
24. ↑  .   [2017-03-31]. （原始内容存档于2015-06-29）.
25. ↑  .   [2017-03-31]. （原始内容存档于2016-03-05）.
26. ↑  .   [2017-03-31]. （原始内容存档于2016-03-05）.
27. ↑  .   [2017-03-31]. （原始内容存档于2016-03-05）.
28. ↑  .   [2017-03-31]. （原始内容存档于2016-03-05）.
29. ↑  .   [2013-07-06]. （原始内容存档于2013-08-15）.
30. ↑  .   [2013-07-06]. （原始内容存档于2013-02-03）.
31. ↑  .   [2013-07-06]. （原始内容存档于2013-02-03）.
32. ↑  .   [2013-07-06]. （原始内容存档于2013-02-03）.
33. ↑  .   [2013-07-06]. （原始内容存档于2013-02-03）.
34. ↑  .   [2013-07-06]. （原始内容存档于2016-03-04）.
35. ↑  平成10年PDF
36. ↑  平成11年PDF
37. ↑  .   [2013-07-06]. （原始内容存档于2016-03-04）.
38. ↑  .   [2013-07-06]. （原始内容存档于2016-03-04）.
39. ↑  .   [2013-07-06]. （原始内容存档于2017-07-29）.
40. ↑  .   [2013-07-06]. （原始内容存档于2017-07-29）.
41. ↑  .   [2013-07-06]. （原始内容存档于2017-07-29）.
42. ↑  .   [2013-07-06]. （原始内容存档于2017-07-29）.
43. ↑  .   [2013-07-06]. （原始内容存档于2017-07-29）.
44. ↑  .   [2013-07-06]. （原始内容存档于2017-07-29）.
45. ↑  .   [2013-07-06]. （原始内容存档于2017-07-29）.
46. ↑  .   [2013-07-06]. （原始内容存档于2016-03-26）.
47. ↑  .   [2013-07-06]. （原始内容存档于2016-03-27）.
48. ↑  .   [2013-07-06]. （原始内容存档于2016-03-25）.
49. ↑  .   [2017-03-31]. （原始内容存档于2016-03-27）.
50. ↑  .   [2017-03-31]. （原始内容存档于2016-03-22）.
51. ↑  .   [2017-03-31]. （原始内容存档于2017-07-30）.
52. ↑  .   [2019-01-07]. （原始内容存档于2018-11-09）.
53. ↑  .   [2019-01-07]. （原始内容存档于2019-05-02）.

### 文獻
- 猪瀬直樹. . 筑摩書房. 2011. ISBN 978-4-480-06596-4.
- 帝都高速度交通営団. . 帝都高速度交通営団. 1999.

## 外部連結
- 九段下/T07/Z06 | 路線・車站資訊 | 東京地下鐵
- 九段下 - 東京都交通局